# ماتيلد كرامر
ماتيلد كرامر (بالدنماركية: Mathilde Uldall Kramer)‏ هي منافسة ألعاب القوى دنماركية، ولدت في 15 مارس 1993.

## وصلات خارجية
- ماتيلد كرامر على موقع الاتحاد الدولي لألعاب القوى (الإنجليزية)
- ماتيلد كرامر على موقع أوليمبيديا (الإنجليزية)